# 神武景气

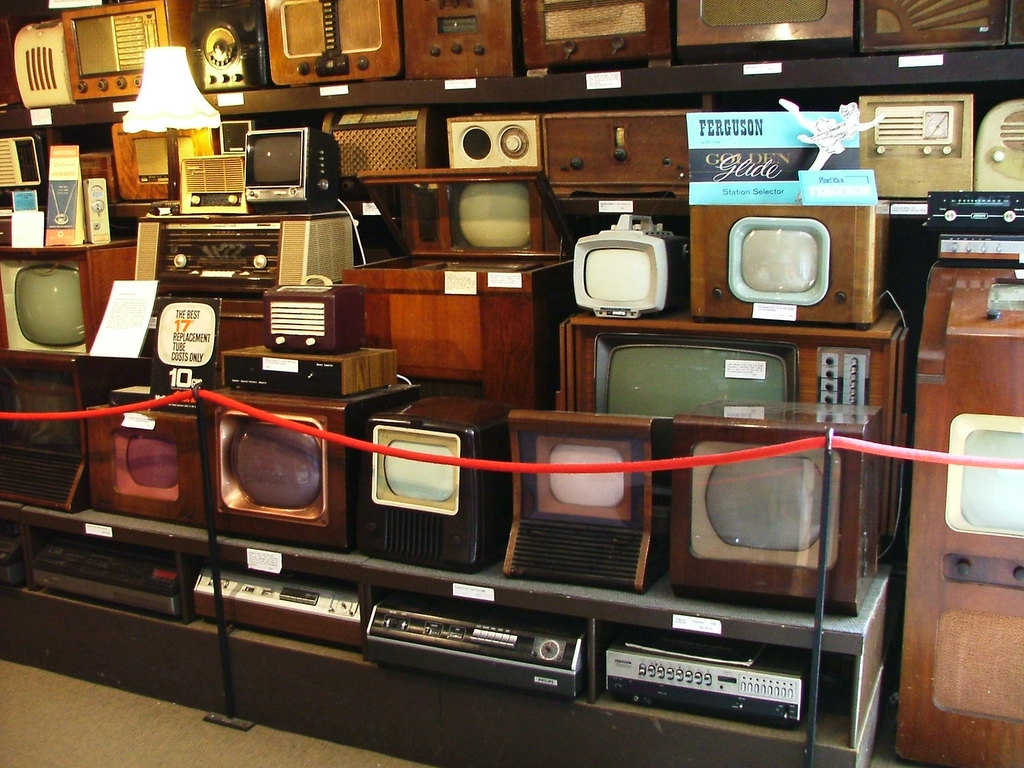
神武景气時代日本生產的電視

神武景氣（日语：／ Jinmu keiki）是指日本1954年12月至1957年6月出現的戰後第一次經濟發展高潮。是高度經濟成長時期的開始。
1956年，日本制定「電力五年計劃」，進行以電力工業為中心的建設，並以石油取代煤炭發電。因此大量原油從外地進口，大大促進了煉油工業的發展。日本經濟至此不僅完全從二次大戰中復興，而且進入積極建立獨立經濟的新階段。受到好景氣的影響，帶動耐久性消費財的熱潮，出現了「三神器」（即電視機、洗衣機、冰箱）。